# Itzhak Cohen (cestista)
Itzhak Cohen (in ebraico איציק כהן‎?; Gerusalemme, 10 agosto 1968) è un ex cestista israeliano.

## Carriera
Con Israele ha partecipato ai Campionati europei del 1987.

## Palmarès
- Campionato israeliano: 6

Maccabi Tel Aviv: 1984-85, 1985-86, 1987-88, 1988-89, 1989-90, 1990-91
- Coppa di Israele: 5

Maccabi Tel Aviv: 1984-85, 1985-86, 1988-89, 1989-90, 1990-91